# Vigée-Lebrun (inslagkrater)
Vigée-Lebrun is een inslagkrater op Venus. Vigée-Lebrun werd in 1991 genoemd naar de Franse kunstschilderes Élisabeth Vigée-Le Brun (1755-1842).
De krater heeft een diameter van 57,8 kilometer en bevindt zich rond het laagland Llorona Planitia in het quadrangle Greenaway (V-24). De krater ligt ten zuiden van Callirhoe en ten westen van Ban Zhao.